# Electric Wizard/Our Haunted Kingdom
Electric Wizard/Our Haunted Kingdom es un split de las bandas británicas Electric Wizard y Our Haunted Kingdom (que después de este lanzamiento cambiaría su nombre por Orange Goblin). Fue publicado en 1995 en formato 7" por el sello Rise Above Records.
"Demon Lung" posteriormente aparecería como bonus track en la edición remasterizada del segundo álbum de Electric Wizard, Come My Fanatics.... Por su parte, "Aquatic Fanatic" aparecería en el disco debut de Orange Goblin, Frequencies from Planet Ten.

## Lista de canciones

### Electric Wizard
| N.º | Título       | Escritor(es)                                                          | Duración |  |
| 1.  | «Demon Lung» | Música por Jus Oborn, Tim Bagshaw y Mark Greening Letra por Jus Oborn | 5:52     |  |

### Our Haunted Kingdom
| N.º | Título            | Escritor(es)                                            | Duración |  |
| 2.  | «Aquatic Fanatic» | Música por Joe Hoare y Pete O'Malley Letra por Ben Ward | 4:27     |  |

## Créditos
| Bandas Electric Wizard Jus Oborn – guitarra , voz Tim Bagshaw – bajo Mark Greening – batería Our Haunted Kingdom Ben Ward – guitarra, voz Pete O'Malley – guitarra Martyn Millard – bajo Chris Turner – batería | - "Demon Lung" producida por Electric Wizard. - "Aquatic Fanatic" producida por Our Haunted Kingdom y Paul Johnston. |